# Euthalia alpheda
Euthalia alpheda är en fjärilsart som beskrevs av Jean Baptiste Godart 1823. Euthalia alpheda ingår i släktet Euthalia och familjen praktfjärilar. Inga underarter finns listade i Catalogue of Life.

## Bildgalleri

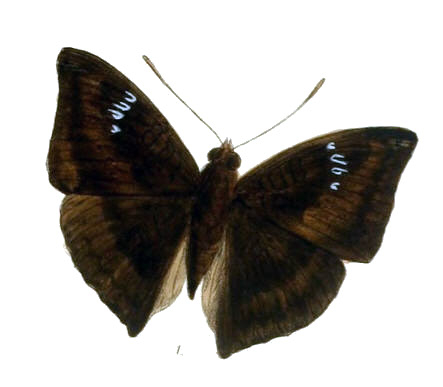
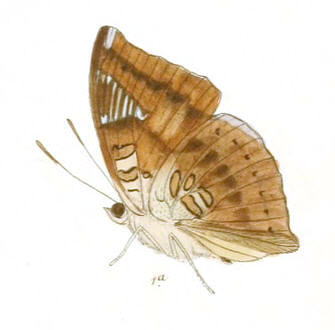
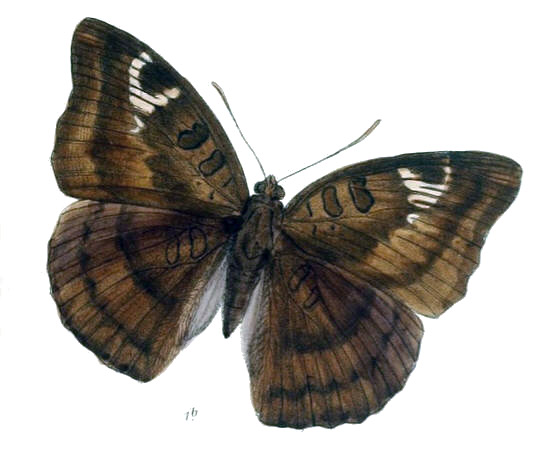
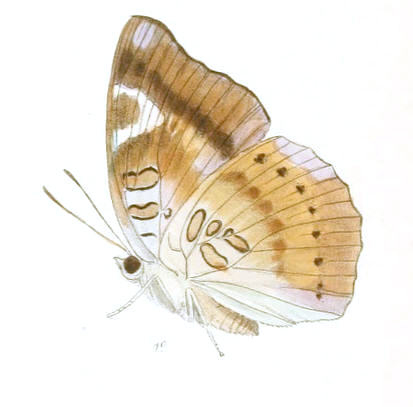
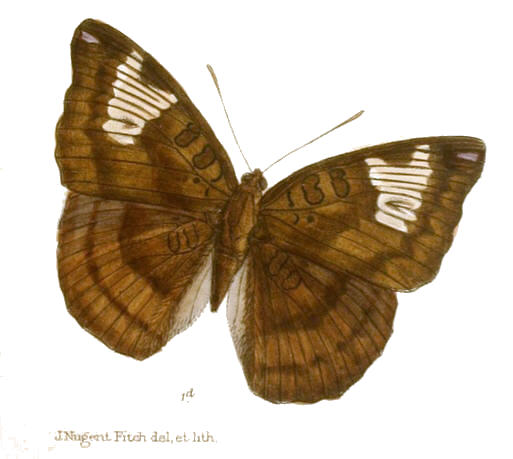
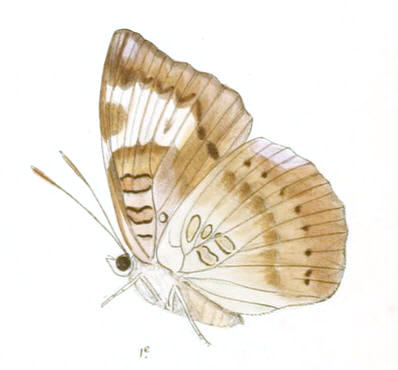
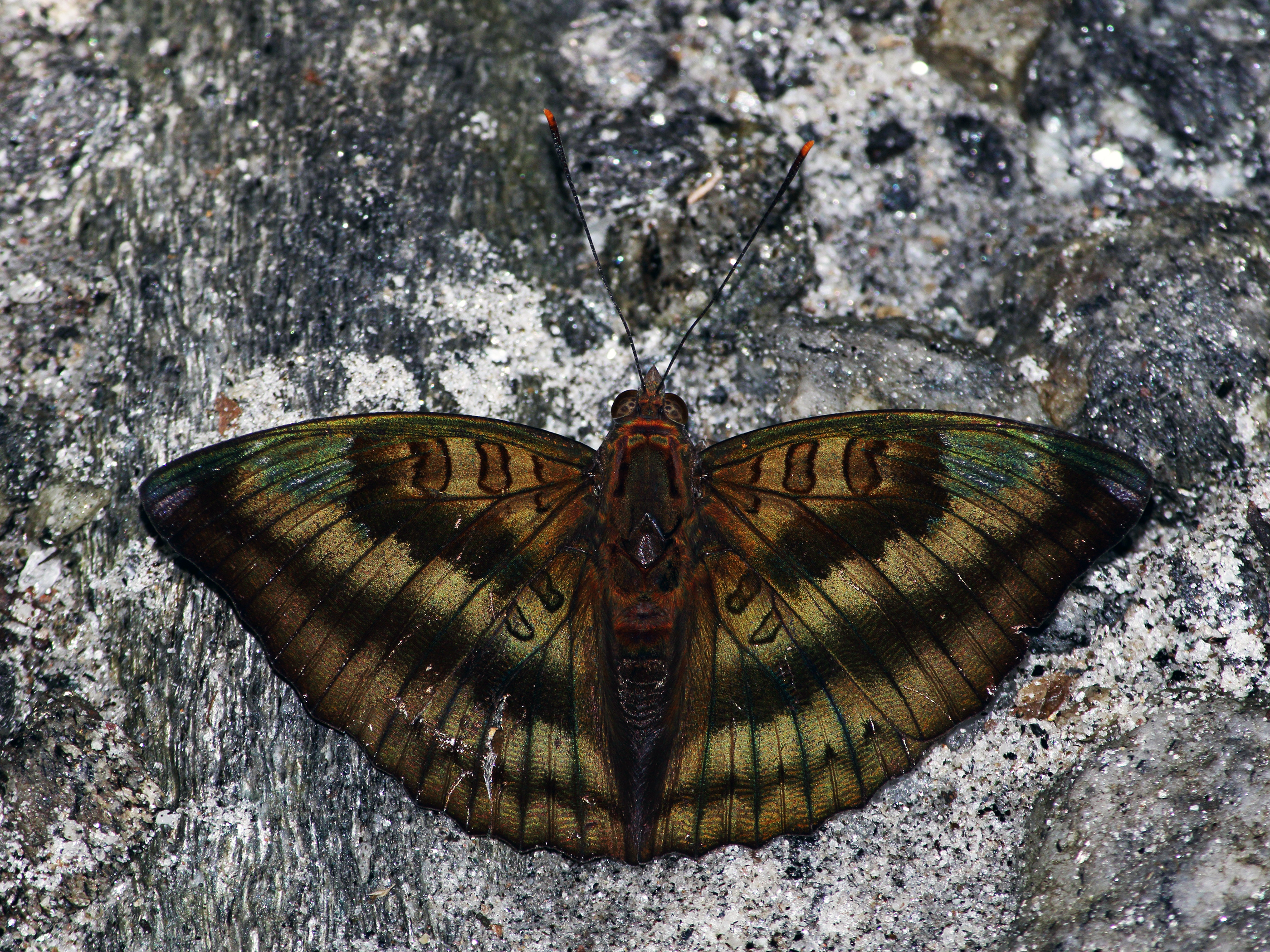